# Peter Lorens Hoffbro
Peter Lorens Hoffbro, född 1710 troligen i Norrköping, död 27 mars 1759 i Stockholm, var en svensk konstnär och dekorationsmålare.
Modern nämns ha varit fastighetsägare i Norrköping. Han var från 1742 gift med Anna Maria Kihlberg. 
Hoffbro utbildade sig först till boktryckare och blev därefter formskärare. Han erhöll burskap som formskärare och pappersmåleri 1744. Här tillverkade han spelkort, cambiokort (kolorerade porträtt i träsnitt) och kistebrev samt träsnitt med figurer. 
Hoffbro blev känd genom Carl Mikael Bellman eftersom han är en av personerna i Fredmans epistlar.
Som dekorationsmålare dekorerade han ett tak med fyra medaljonger som beskriver de fyra årstiderna på Gröna Lunds värdshusv vid Långa gatan på Djurgården i Stockholm, målningarna finns fortfarande bevarade. Hans övriga konst består av färgade träsnittsporträtt
Hoffbro är representerad vid Kungliga biblioteket och med en karikatyrgravyr på Nationalmuseum.

## Galleri

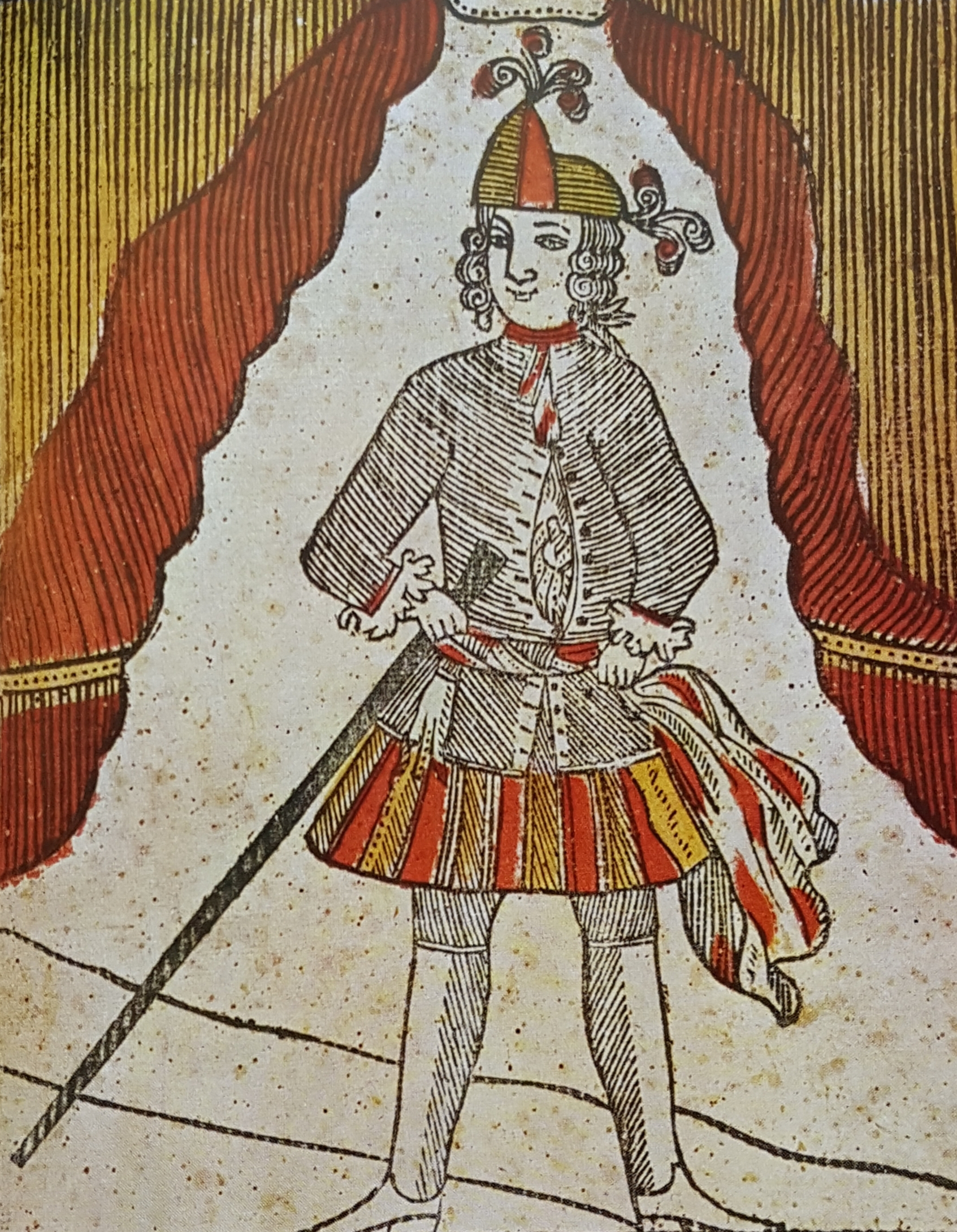
Hovlöparen Ernst Angel.